# 琉球大学内ゲバ誤認殺人事件
琉球大学内ゲバ誤認殺人事件（りゅうきゅうだいがくうちげばごにんさつじんじけん）とは、1974年（昭和49年）2月8日に沖縄県で発生した革命的共産主義者同盟全国委員会（以下、中核派）による誤認殺人事件である。

## 事件の概要
中核派と日本革命的共産主義者同盟革命的マルクス主義派（革マル派）は、東京教育大学生リンチ殺人事件の発生以降、血みどろの内ゲバ殺人を繰り返していた。
2月8日午後1時50分ごろ、沖縄県那覇市首里、琉球大学教養学部プレハブ校舎A2教室に黒いストッキングで覆面をした7、8人の男が侵入、1 - 4年合同の物理概説の講義を受けていた法文学部英文科1年生の男子学生（以下、H）を教壇に引き摺り出し、鉄パイプ等で滅多打ちにした。Hは病院に運ばれたが、頭蓋骨骨折で同日午後5時5分に死亡した。
目撃した学生の証言によると、犯人達は「自治会長はいるか」と喚きながら教室内に乱入し、逃げ遅れたHを襲った。しかし、Hは自治会役員では無く、左翼活動と無関係の一般学生を自治会長と誤認して殺害したと見られる。
この時の状況を革マル派の機関紙『解放』は次のように伝えた。
一方、中核派は機関紙『前進』で次のように開き直った。

## 被疑者の逮捕
1983年（昭和58年）7月14日、警視庁公安部は沖縄県警察から本事件で指名手配されていた元香川大学生を殺人の疑いで逮捕。1974年（昭和49年）12月の指名手配から8年8か月ぶり。